# مارلبرو جدید (ماساچوست)
مارلبرو جدید، ماساچوست
مارلبرو جدید(به انگلیسی: New Marlborough) شهرکی در شهرستان برکشایر ایالت ماساچوست می‌باشد که در سال ۱۷۷۵ بنیان‌گذاری شده‌است. این شهرک در سرشماری سال ۲۰۱۰ میلادی، ۱٬۵۰۹ نفر جمعیت داشته‌است.